# بلو ماونتين بيك
بلو ماونتين بيك (بالإنجليزية: Blue Mountain Peak)‏ هو أعلى جبل في جامايكا وواحد من أعلى القمم في البحر الكاريبي بــ ارتفاع 2,256 متر (7,402 قدم)، كما إنه موطن قهوة جامايكان بلو ماونتين، ويقع على حدود أبرشيتي بورتلاند وسانت توماس في جامايكا.

## الجغرافيا
تشتهر الجبال الزرقاء برياضة المشي لمسافات طويلة والتخييم وتقع الرحلات التقليدية على 7 أميال (10 كم)، يفضل الجامايكيون الوصول إلى القمة عند شروق الشمس نظرًا لأن السماء تكون صافية جدًا في الصباح، يمكن رؤية كوبا من أعلى القمة، لا يمكن العثور على بعض النباتات الموجودة على الجبل الأزرق في أي مكان آخر في العالم وغالبًا ما تكون من النوع المتقزم هذا يرجع أساساً إلى المناخ البارد الذي يمنع النمو.

## معرض صور

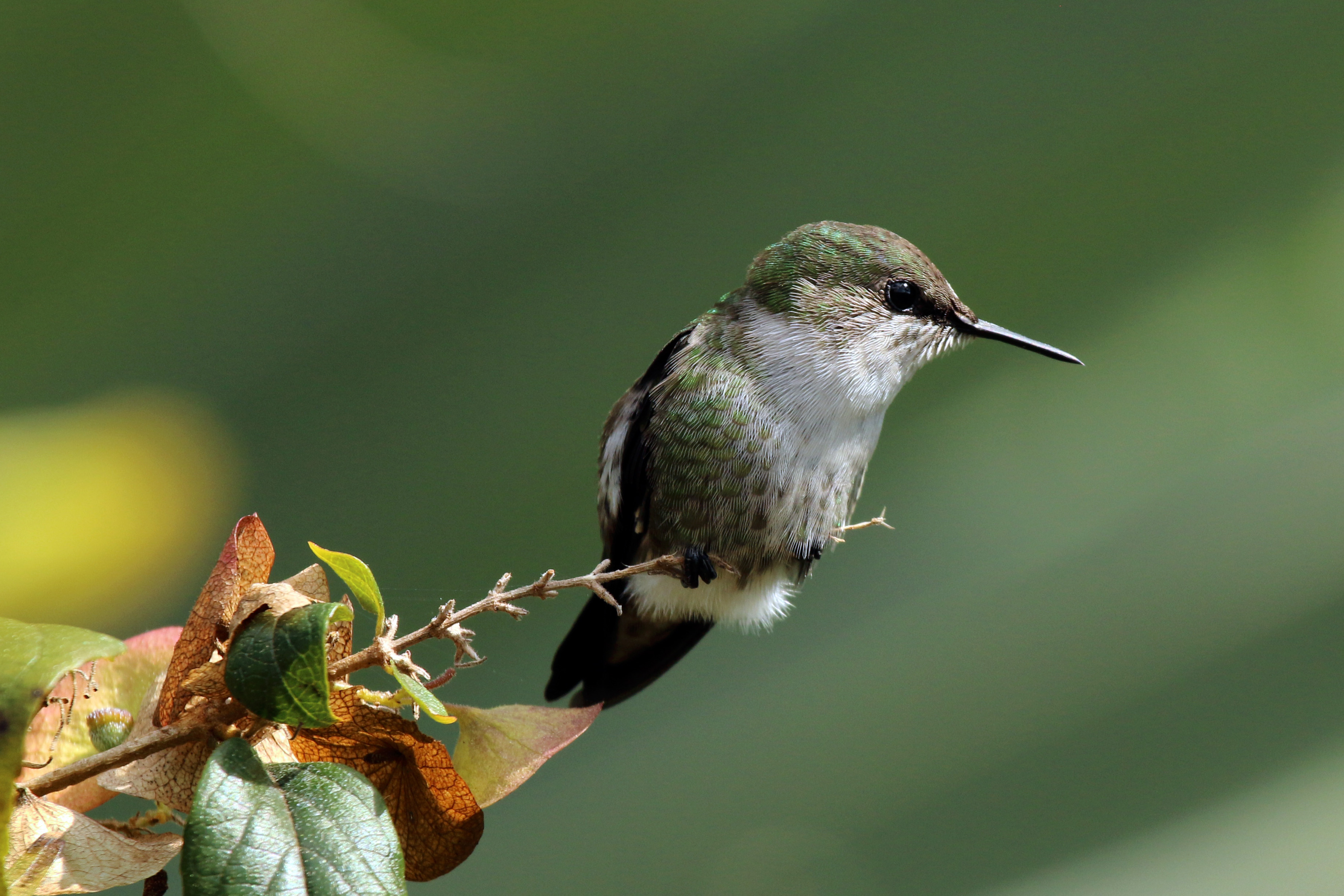
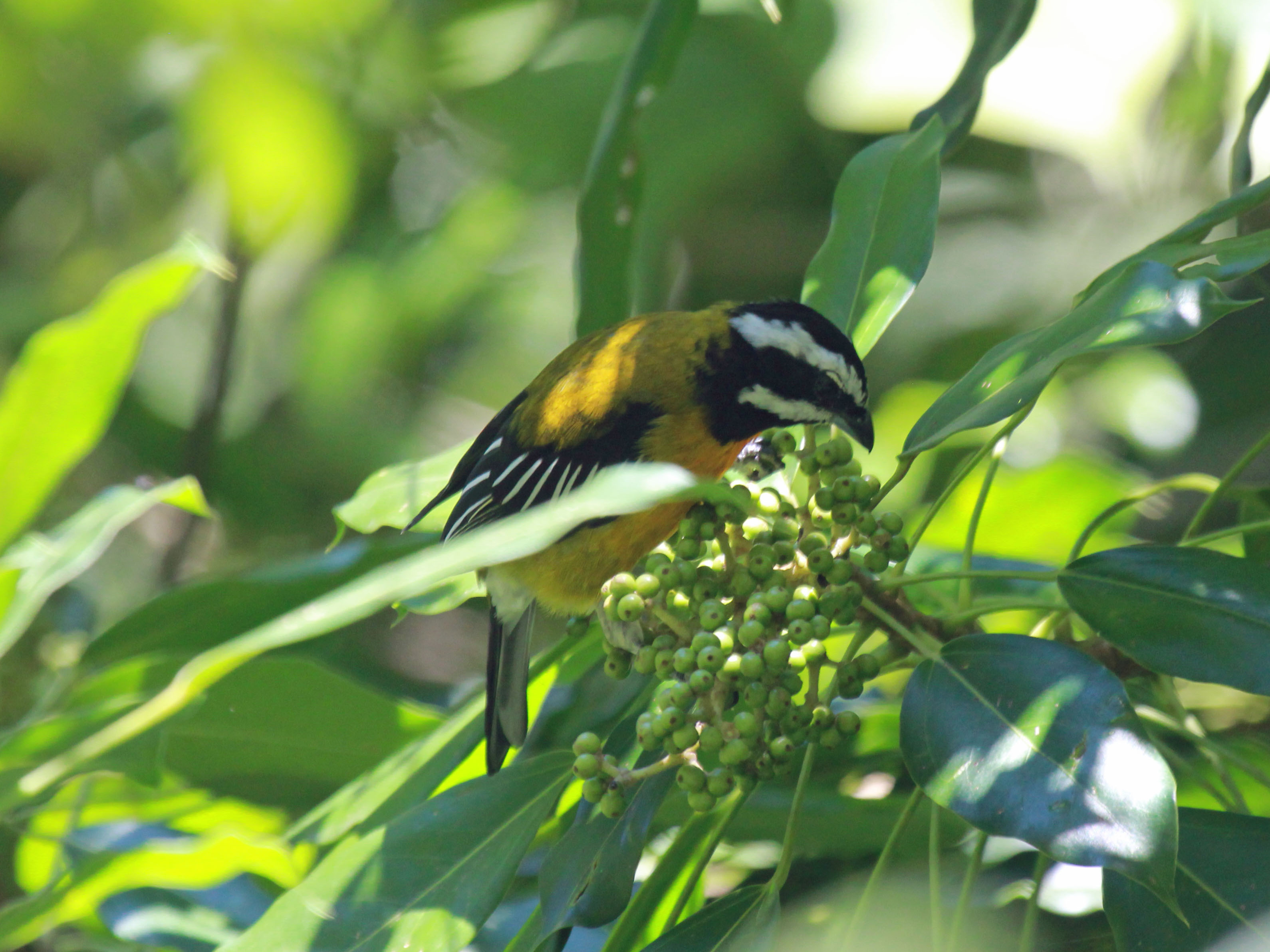
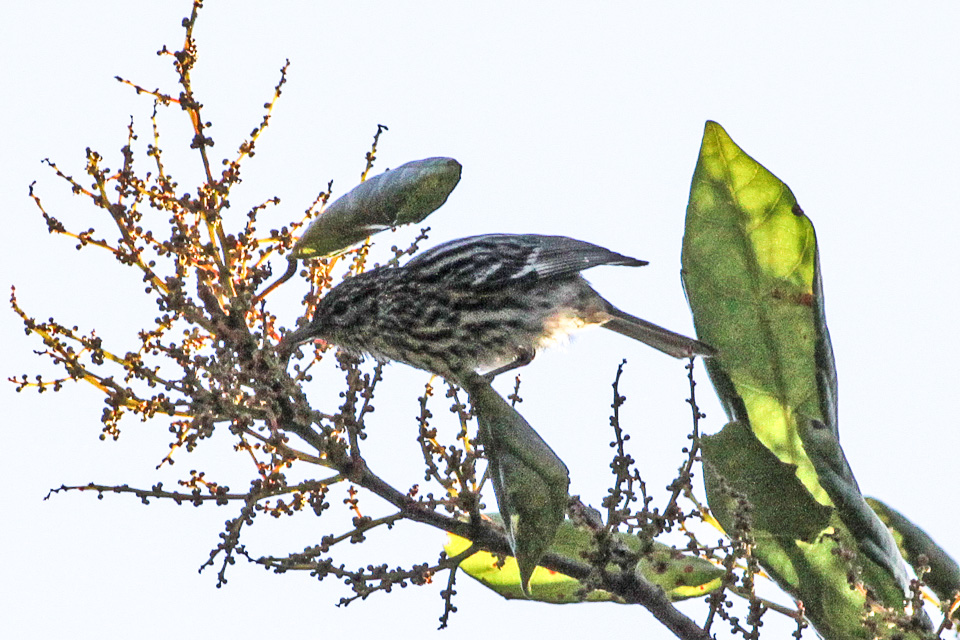